# Marie-Therese Sporer
Marie-Therese Sporer (28 giugno 1996) è un'ex sciatrice alpina austriaca.

## Biografia
Specialista dello slalom speciale originaria di Finkenberg e attiva dal dicembre del 2012, la Sporer ha esordito in Coppa Europa il 16 gennaio 2017 a Zinal in slalom gigante (17ª) e in Coppa del Mondo il 7 gennaio 2018 a Kranjska Gora in slalom speciale, senza completare la gara; in Coppa Europa il 13 dicembre 2020 ha conquistato in Valle Aurina/Klausberg nella medesima specialità il primo podio (3ª), il 21 gennaio 2021 a Gstaad l'unica vittoria e il 21 marzo seguente a Reiteralm l'ultimo podio (3ª), sempre in slalom speciale. In Coppa del Mondo ha conquistato il miglior risultato il 12 novembre 2023 a Levi (13ª) e ha preso per l'ultima volta il via l'11 febbraio 2024 a Soldeu, senza completare la prova; si è ritirata al termine di quella stessa stagione 2023-2024 e la sua ultima gara in carriera è stata lo slalom speciale dei Campionati brasiliani 2024, disputato a Fügen il 18 febbraio. Non ha preso parte a rassegne olimpiche o iridate.

## Palmarès

### Mondiali juniores
- 1 medaglia:
  - 1 argento (gara a squadre a Åre 2017)

### Coppa del Mondo
- Miglior piazzamento in classifica generale: 83ª nel 2022

### Coppa Europa
- Miglior piazzamento in classifica generale: 13ª nel 2021
- 3 podi:
  - 1 vittoria
  - 2 terzi posti

#### Coppa Europa - vittorie
| Data            | Località | Paese    | Specialità |
| --------------- | -------- | -------- | ---------- |
| 21 gennaio 2021 | Gstaad   | Svizzera | SL         |

Legenda:

SL = slalom speciale

### Campionati austriaci
- 3 medaglie:
  - 1 oro (slalom speciale nel 2021)
  - 2 bronzi (slalom speciale nel 2017; slalom speciale nel 2023)